# 玉川村 (岡山県)
玉川村（たまがわ そん /むら）は、岡山県川上郡にあった村。現在の高梁市の一部にあたる。

## 地理
高梁川の中流右岸に位置していた。

## 歴史
- 1889年（明治22年）6月1日、町村制の施行により、川上郡玉村、下切村、増原村が合併して村制施行し、玉川村が発足[1][2]。旧村名を継承した玉、下切、増原の3大字を編成[2]。
- 1893年（明治26年）暴風雨による大洪水で大きな被害を受けた[2]。
- 1904年（明治37年）無限責任信用販売組合設立[2]。
- 1934年（昭和9年）室戸台風では玉川橋が流失した[2]。
- 1954年（昭和29年）5月1日、川上郡宇治村・松原村・高倉村・落合村、上房郡高梁町・津川村・川面村・巨瀬村と合併し、市制施行し高梁市を新設して廃止された[1][2]。合併後は、高梁市玉川町玉・玉川町下切・玉川町増原となった[2]。

## 産業
- 農業、商業[2]